# Huolianpo (köpinghuvudort i Kina, Hunan Sheng, lat 29,88, long 111,45)
Huolianpo är en köpinghuvudort i Kina. Den ligger i provinsen Hunan, i den södra delen av landet, omkring 240 kilometer nordväst om provinshuvudstaden Changsha. Antalet invånare är 13 818. Befolkningen består av 6 972 kvinnor och 6 846 män. Barn under 15 år utgör 17,0 %, vuxna 15-64 år 70 %, och äldre över 65 år 12,0 %.
Runt Huolianpo är det tätbefolkat, med 356 invånare per kvadratkilometer. Närmaste större samhälle är Liujiachang, 19,7 km norr om Huolianpo. I omgivningarna runt Huolianpo växer huvudsakligen savannskog.
Genomsnittlig årsnederbörd är 1 565 millimeter. Den regnigaste månaden är maj, med i genomsnitt 222 mm nederbörd, och den torraste är december, med 22 mm nederbörd.